# Bulbophyllum alagense
Bulbophyllum  é uma espécie de orquídea (família Orchidaceae) pertencente ao gênero Bulbophyllum. Foi descrita por Oakes Ames em 1907.